# Заброд (Хмельницкая область)
Заброд (укр. Забрід) — село в Изяславском районе Хмельницкой области Украины.
Население по переписи 2001 года составляло 11 человек. Почтовый индекс — 30360. Телефонный код — 3852. Занимает площадь 0,236 км². Код КОАТУУ — 6822189202.

## Местный совет
30360, Хмельницкая обл., Изяславский р-н, с. Щуровцы, ул. Центральная, 17